# Біфука

44°28′52″ пн. ш. 142°20′35″ сх. д. / 44.48111° пн. ш. 142.34306° сх. д.
Бі́фука (яп. 美深町, びふかちょう, МФА: [bʲiɸu̥ka t͡ɕoː]) — містечко в Японії, в повіті Накаґава округу Камікава префектури Хоккайдо. Станом на 1 жовтня 2008 року площа містечка становила 672,14 км². Станом на 31 березня 2017 населення містечка становило 4534 осіб.